# Cota austriaca
Cota austriaca (роман австрійський як Anthemis austriaca) — вид рослин з родини айстрових (Asteraceae), поширений у Тунісі, Європі, пд.-зх. Азії.

## Опис

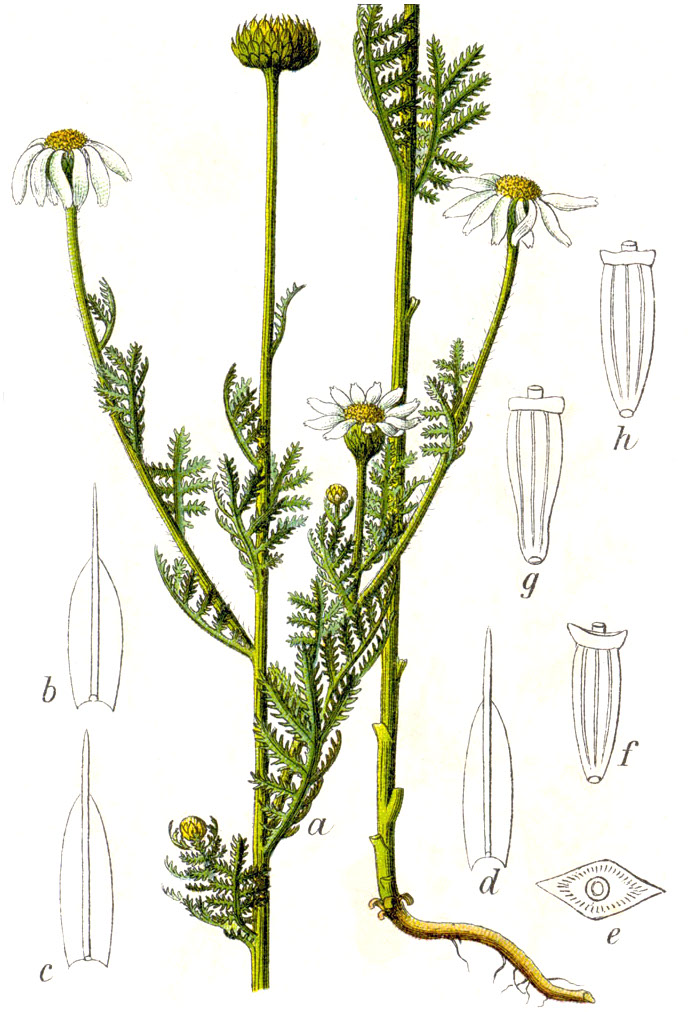
ілюстрація

Однорічна рослина 20–60(70) см. Рослина густо-біло-повстяна. Листки гребінчато-перисторозсічені, їхні частки на краю зубчасті, на верхівці тупуваті. Кошик 2–2.5 см в діаметрі.

## Поширення
Поширений у Тунісі, Європі, пд.-зх. Азії.
В Україні вид зростає на сухих схилах, полях і засмічених місцях — зрідка в зах. ч. (Волинська, Львівська та Івано-Франківська області) та Криму (гірська частина і Керченський півострів).